# Christmas Dream
Christmas Dream är en EP av artisten Andreas Weise. EP:n släpptes den 25 november 2014 och innehåller 4 nyskrivna jullåtar.
Låtarna är skrivna av Dan Sundqvist, Fredrik Hult och Andreas Öberg. Som bäst nådde albumet plats nr 1 på iTunes jazzlista.